# Didi Carli
Didi Carli es una bailarina de ballet argentina. 
Bailó profesionalmente en el Ballet del Teatro Colón de Buenos Aires, allí el maestro de ballet y coreógrafo ruso Victor Gsovsky la vio bailando y la llevó a Europa, donde trabajó junto a Robert de Warren, para reemplazar a Karin von Aroldingen, quien había dejado Frankfurt para ingresar al New York City Ballet.  En su biografía, Robert de Warren la describe como un «prodigio capaz de bailar todo el papel del Cisne Negro en una alfombra sin zapatos de punta».
En 1964, apareció como Chloe en la producción de la ópera de Frankfurt de Daphnis et Chloé. En 1966, bailó el papel femenino principal en el ballet Concierto de Kenneth MacMillan en la Deutsche Oper Berlin. Ese mismo año también bailó el rol principal en la producción de Deutsche Oper de Valses nobles et sentimentales con Falco Kapuste.